# Canal 9 (Buenos Aires)
El Canal 9 de Buenos Aires (más conocido como El Nueve y estilizado como elnueve) es una estación de televisión abierta argentina que transmite desde la Ciudad Autónoma de Buenos Aires. La emisora fue inaugurada el 9 de julio de 1960.
Desde 2007 hasta 2020 fue propiedad del conglomerado de medios Albavisión mediante su subsidiaria argentina Telearte S.A. En diciembre de 2019, Telearte llegó a un acuerdo estratégico con el canal de noticias del Grupo Octubre, Información Periodística, el cual comenzó emisiones en octubre de 2020, propiedad del sindicalista Víctor Santa María. En noviembre de 2020, el Grupo Octubre compró el 90% de Canal 9, con Carlos Lorefice Lynch siendo accionista minoritario con el 10% restante.

## Historia

### Adjudicación y primeros años (1960-1963)
El 28 de abril de 1958, mediante el Decreto Ley 6287, el Poder Ejecutivo Nacional (en ese entonces a cargo del militar Pedro Aramburu, dentro de la llamada Revolución Libertadora) adjudicó a la empresa Compañía Argentina de Televisión (Cadete) una licencia para explotar la frecuencia del Canal 9 de la ciudad de Buenos Aires. En ese entonces, la empresa estaba conformada por los hermanos Curt G. Lowe y Frederick Lowe, También contó con el apoyo de la estadounidense National Broadcasting Company, que participaba en el canal como productora de contenidos (debido a que la Ley de Radiodifusión prohibía la participación accionaria de empresas extranjeras en las licenciatarias de emisoras de radio y televisión).
La emisora inició sus operaciones el 9 de julio de 1960 como LS 83 TV Canal 9 de Buenos Aires y operando bajo el nombre comercial de Canal 9 Cadete. El canal se estableció en ese entonces en la avenida Figueroa Alcorta 3428, ubicado en el barrio porteño de Palermo Chico, originalmente se valió del mismo equipamiento que los Lowe utilizaban en la producción de publicidad y noticieros para cine.
En sus comienzos, Canal 9 se dedicó a reeditar algunos programas realizados años antes por Canal 7, aunque sin mucho éxito, y a la emisión de series estadounidenses de la cadena NBC, que además era accionista del Canal.

### Primera gestión de Romay (1963-1974)
Ante los bajos resultados de audiencia, la RCA-Víctor Argentina amenaza con vender su participación en el canal a menos que los Lowe le vendiesen sus acciones. Frente a esto, en diciembre de 1963 el canal pasó a manos del locutor y empresario teatral y radiofónico Alejandro Romay, apodado “el Zar de la Televisión”, título que en su momento "disputó” con el cubano Goar Mestre, fundador del Canal 13.
Bajo su dirección, la emisora tomó una orientación hacia la cultura popular, peleando duramente el primer puesto de audiencia con Canal 7, luego con Canal 13, y más tarde con Teleonce. Bajo la nueva administración, la emisora pasó a llamarse Canal 9 Libertad. Entre los hechos destacados de esta época, en 1971 contrató en exclusiva al reconocido cantante español Nino Bravo, durante su gira por Argentina.
Debido a que la NBC se negó por un tiempo a venderle sus series al Canal 9, Romay se vio obligado a aumentar el número de producciones propias de la emisora. Sin embargo, las relaciones entre la cadena estadounidense y el empresario no tardarían en arreglarse, y se mantendrían hasta los años 1990.
A partir de 1970, con la llegada de Héctor Ricardo García a Teleonce, el canal pasaría a tener más de un 90% de programación nacional, incluyendo teleteatros, comedias, teatro por televisión, programas ómnibus y shows musicales realizados en los estudios del canal, los que se encontraban en el Pasaje Gelly 3378 en Palermo Chico.

### Intervención estatal (1973-1983)
El 8 de octubre de 1973, el Estado Nacional (que en esos momentos era gobernado por Raúl Alberto Lastiri) declaró vencidas las licencias de los canales 9, 11 y 13, 8 de Mar del Plata y 7 de Mendoza; las cuales fueron intervenidas.
El 26 de septiembre de 1974, durante la presidencia de Isabel Perón y mediante el Decreto 917, el Estado Nacional declaró de interés público la explotación de Compañía Argentina de Televisión, lo que provocó que Canal 9 fuese estatizado.
Durante la dictadura autodenominada Proceso de Reorganización Nacional, de 1976 a 1983, Canal 9 fue administrado por la Fuerza Aérea. El 9 de mayo de 1980, la emisora inicia sus transmisiones en color bajo el nombre de Color 9.
El 26 de octubre de 1982, mediante la Resolución 601, el Comité Federal de Radiodifusión llamó a concurso para la adjudicación de la licencia de Canal 9. En dicho proceso de privatización, se presentó Telearte. El 25 de octubre de 1983, mediante el Decreto 2776, el Estado Nacional adjudicó la licencia a Telearte.

### Segunda gestión de Romay (1984-1997)
Alejandro Romay ganó la licitación con su productora Telearte S.A, siendo efectivizada la licencia el 25 de mayo de 1984.

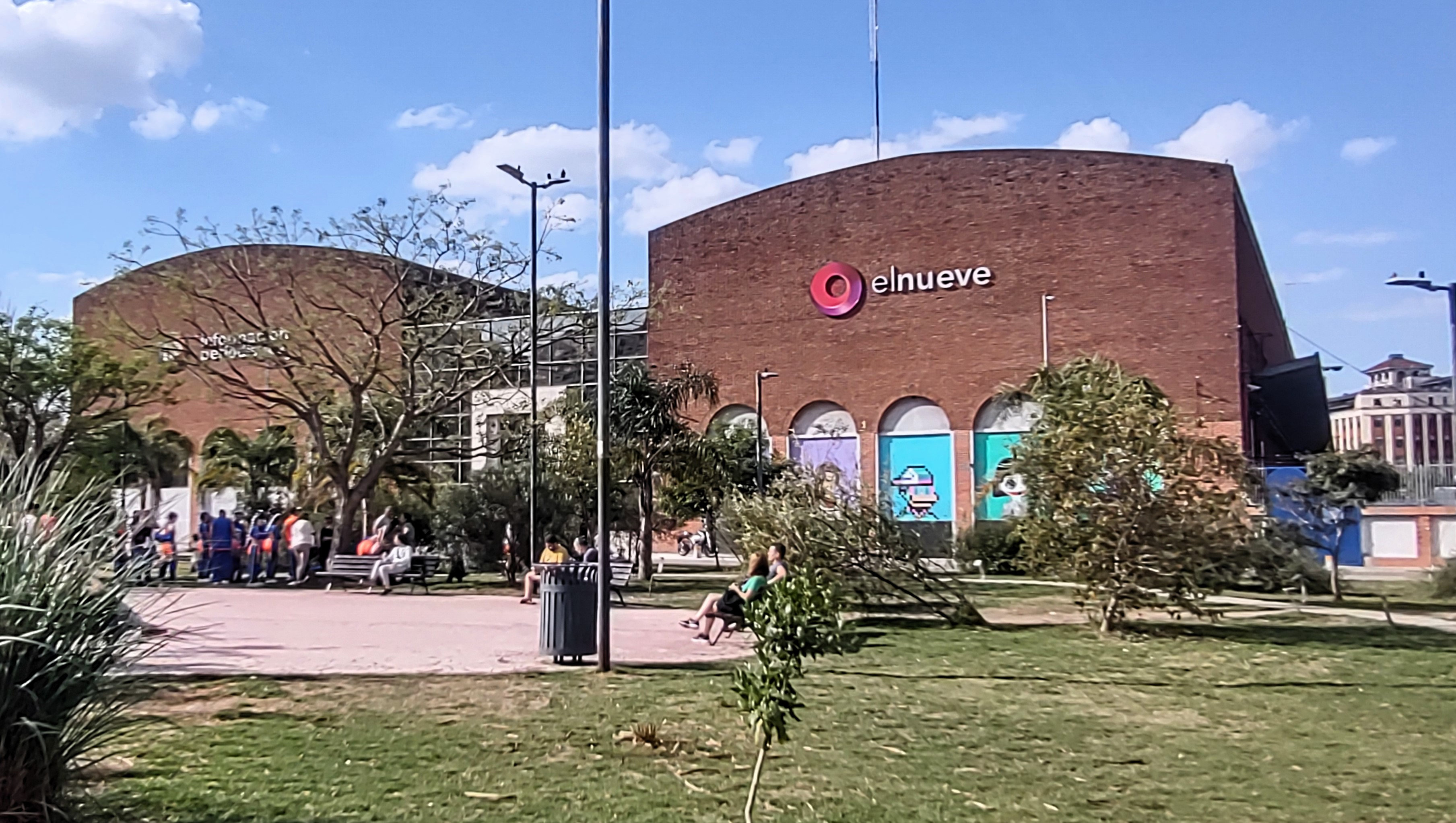
Edificio de los estudios de Canal 9, en Colegiales.

La emisora recuperó su apelativo de Canal 9 Libertad y su tono fuertemente popular, convirtiéndose en líder de audiencia entre 1984 y 1989, sin un rival de peso hasta 1988, cuando Teledos brevemente logró el segundo lugar de audiencia bajo la dirección de su rival, Héctor Ricardo García. Entre sus programas más exitosos por aquel entonces destacaban el noticiero Nuevediario, muchas veces tildado de sensacionalista, el show de variedades Finalísima (conducido por Leonardo Simons), el programa de juegos Seis para Triunfar (conducido por Héctor Larrea) y las series estadounidenses Dallas, División Miami y Brigada A.
En 1997, inauguró sus actuales estudios en el barrio porteño de Colegiales, ubicados en avenida Dorrego 1782 (o bien, Conde 50), conocidos como “el Palacio de la Televisión”, en referencia al apodo de su director.

### Gestión de Prime y Azul Televisión (1997-2002)
El 25 de noviembre de 1997, la empresa australiana Prime Television Ltd. anunció la compra la red de Canal 9 y sus emisoras por aproximadamente USD 150 millones. Dicha transacción fue completa al mes siguiente. Para enero de 1998, el 50% de la red había pasado a manos de Torneos y Competencias; mientras, que para marzo de 1999, TyC era copropietaria dicho porcentaje junto con Atlántida Comunicaciones a través de la empresa AC Inversora.
El 4 de enero de 1999 cambió el nombre a Azul Televisión, que buscó disminuir su fama de chabacano y vulgar. Su nueva imagen fue desarrollada por la agencia Medialuna. El canal seguía disputándose el tercer lugar con América Televisión y solo pocos programas llamaban la atención del público. Debido a lo anterior, en ese mismo año traspasó la mitad de las acciones a Telefónica Media, posteriormente llamada Admira, empresa que poco después compraría a otro canal porteño, Telefe.
En marzo de 1999, mediante la Resolución 6179, la Secretaría de Comunicaciones autorizó a Azul Televisión a realizar pruebas en la Televisión Digital Terrestre bajo la normativa ATSC (normativa que fue dispuesta mediante la Resolución 2357 de 1998). Para ello se le asignó el Canal 8 en la banda de VHF.
El 30 de noviembre de 1999, Constancio Vigil, director general de Atlántida Comunicaciones, dio a conocer que el Grupo Telefónica (que tenía el 30% de la empresa) iba a comprar el 50% de Azul Televisión y sus 3 en el interior. En simultáneo, también se había dado a conocer que Telefónica iba a adquirir el 100% de las acciones de Telefe, 7 canales del interior y las radios Continental y FM Hit por aproximadamente USD 530 millones. Ambas transacciones fueron aprobadas por la Secretaría de Defensa de la Competencia y del Consumidor el 19 de abril de 2000 con la condición de que el grupo español venda su porcentaje en Azul Televisión en un plazo de 180 días. La compra de ambos canales por parte de Telefónica fueron completadas el 19 de mayo del mismo año.
El 6 de agosto de 2001, Prime Television anunció que el restante 50% de Azul Televisión al banco JP Morgan Chase por USD 67,5 millones; sin embargo, la financiera no tenía entre sus planes mantener el canal porteño ni sus activos por un largo tiempo.
El 28 de noviembre de 2001, el Comité Federal de Radiodifusión intimó al grupo Telefónica a qué en un plazo de 12 meses venda uno de los canales de Mar del Plata (el 8 o el 10) y de Buenos Aires (el 9 o el 11). Finalmente, el 4 de julio de 2002, Telefónica se deshizo de los canales 9 y 10 a través de la venta de su participación en Azul Televisión a la empresa HFS Media (liderado por Daniel Hadad y Fernando Sokolowicz), que también compró el porcentaje que estaba en manos de la JP Morgan. Varias empresas, entre ellas Disney, se interesaron en la compra, pero ninguna la concretó.

### Gestión de Daniel Hadad (2002-2007)
En julio de 2002, el canal fue adquirido por el periodista y empresario de medios Daniel Hadad, quien al mes siguiente restituyó el nombre de Canal 9, incluyéndolo en su multimedio Infobae.com.
En 2005, buscando pelear por el segundo puesto en audiencia con Canal 13, incorporó como figura principal a Marcelo Tinelli, dueño a su vez de la productora Ideas del Sur, logrando con esto el 2.º lugar en el mes de julio después de 13 años. A fines de ese año, Tinelli comunicó su decisión de abandonar Canal 9 para instalarse en Canal 13, citando compromisos impagos por parte de Hadad.

### Gestión de Albavisión (2007-2020)

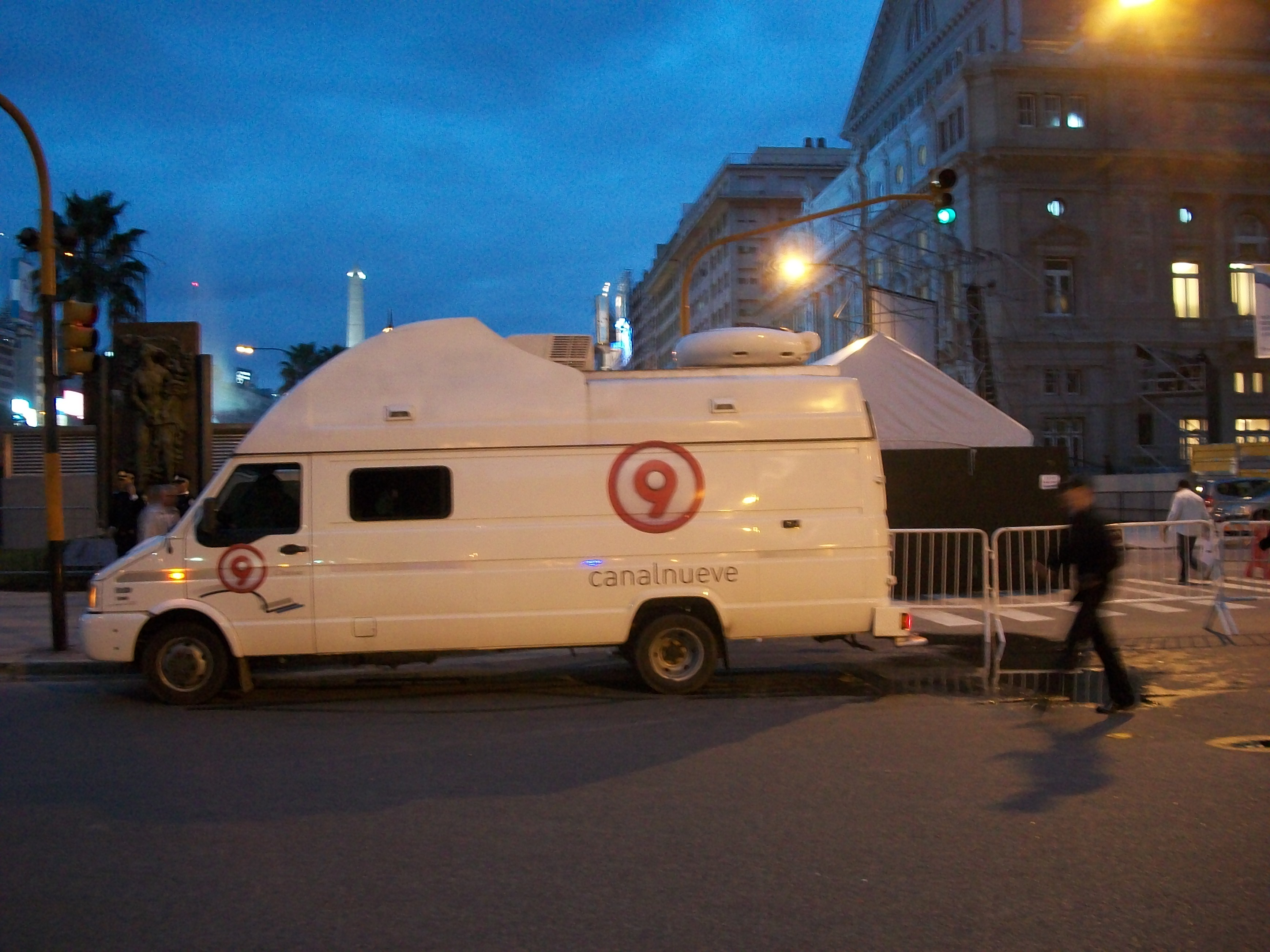
Móvil de exteriores de Canal 9 en Viamonte y Cerrito, Buenos Aires.

En enero de 2007, el mexicano-guatemalteco Remigio Ángel González, propietario del grupo Albavisión, adquirió el 80% del paquete accionario del canal. El acuerdo especificaba que Hadad mantendría el control sobre los contenidos periodísticos y el área de noticias como socio minoritario al poseer el 20% de las acciones. No obstante, en diciembre del mismo año, Hadad se desprendió de las mismas y dejó el área de noticias de la emisora, que quedó totalmente en manos de González.
El 15 de octubre de 2010, el canal lanzó su señal en alta definición por la televisión digital abierta.
El 17 de noviembre de 2010, la Autoridad Federal de Servicios de Comunicación Audiovisual, mediante la Resolución 327, autorizó al Canal 9 a realizar pruebas en la Televisión Digital Terrestre bajo el estándar ISDB-T (adoptado en Argentina mediante el Decreto 1148 de 2009). Para ello se le asignó el Canal 33 en la banda de UHF.
El 26 de febrero de 2015, la Autoridad Federal de Servicios de Comunicación Audiovisual, mediante la Resolución 35, le asignó a Canal 9 el Canal 20.1 para emitir de forma regular (en formato HD) en la Televisión Digital Terrestre. Sin embargo, el Ente Nacional de Comunicaciones, mediante las resoluciones 10090 del 29 de diciembre de 2016 y 1631 del 9 de marzo de 2017, le asignó el canal 35.1.
En julio de 2015 inicia un contrato con el Grupo Prisa, siendo finalizado en 2019.
El 1 de enero de 2017, cambió su nombre comercial a elnueve, renovando su paquete gráfico.
El 18 de octubre de 2018, tras varios años de problemas económicos, el canal inicia un proceso preventivo de crisis con el fin de poder afrontar el pago de salarios a sus trabajadores. El 5 de diciembre de 2019, firma un convenio con el Grupo Octubre para la producción conjunta de contenidos.

### Gestión de Víctor Santa María (2020-presente)
El 20 de noviembre de 2020, el Grupo Octubre adquirió el 90% del canal, y el 10% restante quedó en manos de Carlos Lorefice Lynch, quien seguirá como presidente de Telearte.

## Programación
Como consecuencia de esto, el canal emite toda la programación de la cadena televisiva entre los cuales, se destacan en la actualidad:
(Bendita, Implacables, Qué mañana! y Telenueve, entre otros programas).

## Señales

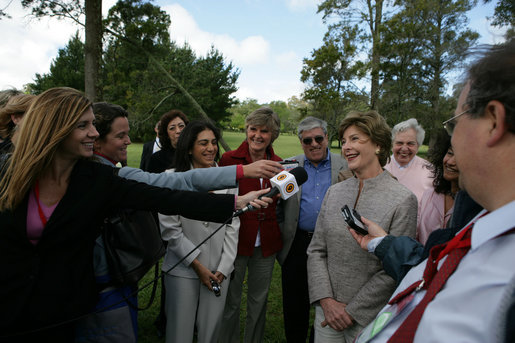
Laura Bush entrevistada por Canal 9 y otros medios en 2005.

Canal 9 transmite a través de cuatro señales, con las mismas gráficas, ID y cortinas en pantalla. Ninguna de ellas emite la misma publicidad, debido al área de transmisión y a las respectivas leyes. Además, en las ciudades donde hay canales afiliados, estos tienen exclusividad para retransmitir la señal satelital, por lo tanto, los cableoperadores no pueden colocarla en su grilla.

### Aire

#### Analógica terrestre
Es la señal original del canal, que transmite desde 1960 en el Canal 9 VHF de la ciudad de Buenos Aires para el AMBA; también es recibida y retransmitida por los cableoperadores locales.
Características:
- Logo en pantalla, en el ángulo superior derecho;
- Texto "elnueve" debajo del logo y la palabra "VIVO" debajo del mismo, cuando un programa se emite en vivo y en directo;
- Hora, temperatura y sensación térmica en pantalla, en el ángulo inferior derecho;
- Venta de programación, a través de banners, ubicados en el ángulo inferior derecho o en el superior izquierdo;
- Sistema de sonido SAP, utilizado para la autodescripción (AD);
- Emite la tanda publicitaria en formato 16:9
- Subtítulos opcionales para hipoacúsicos (Closed Caption), que son obligatorios por ley;
- Marca de agua del logo en tandas publicitarias.

#### Digital terrestre
Es la señal principal del canal que se emite en los formatos HD, SD y 1seg, bajo el sistema ISDB-Tb, por el canal 35 de UHF de la Televisión Digital Abierta (TDA), desde el edificio Alas y sólo para el AMBA.
Compuesta por los siguientes subcanales:
- 35.1 El Nueve HD;
- 35.31 El Nueve Portable (adaptación para dispositivos móviles).

### Interior (para cableoperadores)
Señal que transmite para todo el país vía satélite desde 1988 y es retransmitida localmente por aire y cable:
- Aire: Por sistema VHF, a través de canales afiliados a la red nacional, en sus respectivas ciudades sede y áreas de influencia;
- Cable: A través de operadores, excepto en las ciudades sede de canales afiliados.

Características:
- Utiliza el mismo logo que la señal madre, aunque ubicado más arriba para que los canales afiliados puedan cubrirlo con el propio;
- Utiliza el texto "elnueve" debajo del logo y la palabra "VIVO" debajo del mismo, cuando un programa se emite en vivo y en directo;
- Muestra la hora en pantalla;
- Realiza venta de programación durante la misma;
- No tiene sistema de sonido SAP;
- No emite la misma tanda publicitaria que la señal de aire, debido al área de transmisión y a las respectivas leyes; en algunas ocasiones la emite por error, en forma parcial o completa;
- Promueve los programas de los días siguientes;
- Tiene las mismas gráficas, identificador y cortinas en pantalla que la señal de aire;
- También cuenta con subtítulos opcionales para hipoacúsicos;
- No utiliza la temperatura y sensación térmica;
- Marca de agua del logo en tandas publicitarias.

### Satelital
Es la señal que tiene llegada a todo el país, distribuida por DirecTV (canales 122 e 1122) e INTV (canal 16). Tiene las mismas características que la señal de aire que se emite en el área metropolitana de Buenos Aires e inclusive puede ser tomada por los canales de aire afiliados cuando hay problemas técnicos en la señal Interior.

### Canal 9 HD
Es la señal de alta definición, emitida en la TDA, Antina, Flow, DirecTV, TeleCentro, TeleRed, Movistar TV, Claro TV entre otras operadoras.
Características:
- Calidad HD 1080i;
- Logo en pantalla, ubicado en el ángulo superior derecho;
- Texto "elnueve" debajo del logo y la palabra "VIVO" debajo del mismo, cuando un programa se emite en vivo y en directo;
- Hora, temperatura y sensación térmica en pantalla, ubicada en el ángulo inferior derecho;
- Promueve los programas de los días siguientes;
- Venta de programación, a través de banners, ubicados en el ángulo inferior derecho o en el superior izquierdo;
- Emite la tanda publicitaria de la señal de aire, en formato 16:9 (algunas en 4:3);
- Marca de agua del logo en tandas publicitarias.

## Telenueve
En 1963 y 1984, fue emitido por primera vez en el canal Nuevediario. Fue el noticiero más visto que tuvo la televisión argentina, especialmente en los años 1980 y 1990.
El actual servicio informativo del canal, Telenueve, comenzó a emitirse el 20 de agosto de 2002. Actualmente, posee tres ediciones (06:00, 12:00 y 19:00) que se emiten de lunes a viernes.

## Controversias

### Desvinculación de Jorge Pizarro por acoso laboral
En noviembre de 2019, el periodista Jorge Pizarro fue acusado de maltrato, denigración, violencia de género y acoso laboral a los trabajadores del canal. Por lo cual, fue desvinculado. Los directivos se cansaron de las denuncias contra Pizarro. Los directivos de la emisora tomaron cartas en el asunto y fue despedido.